# Улица

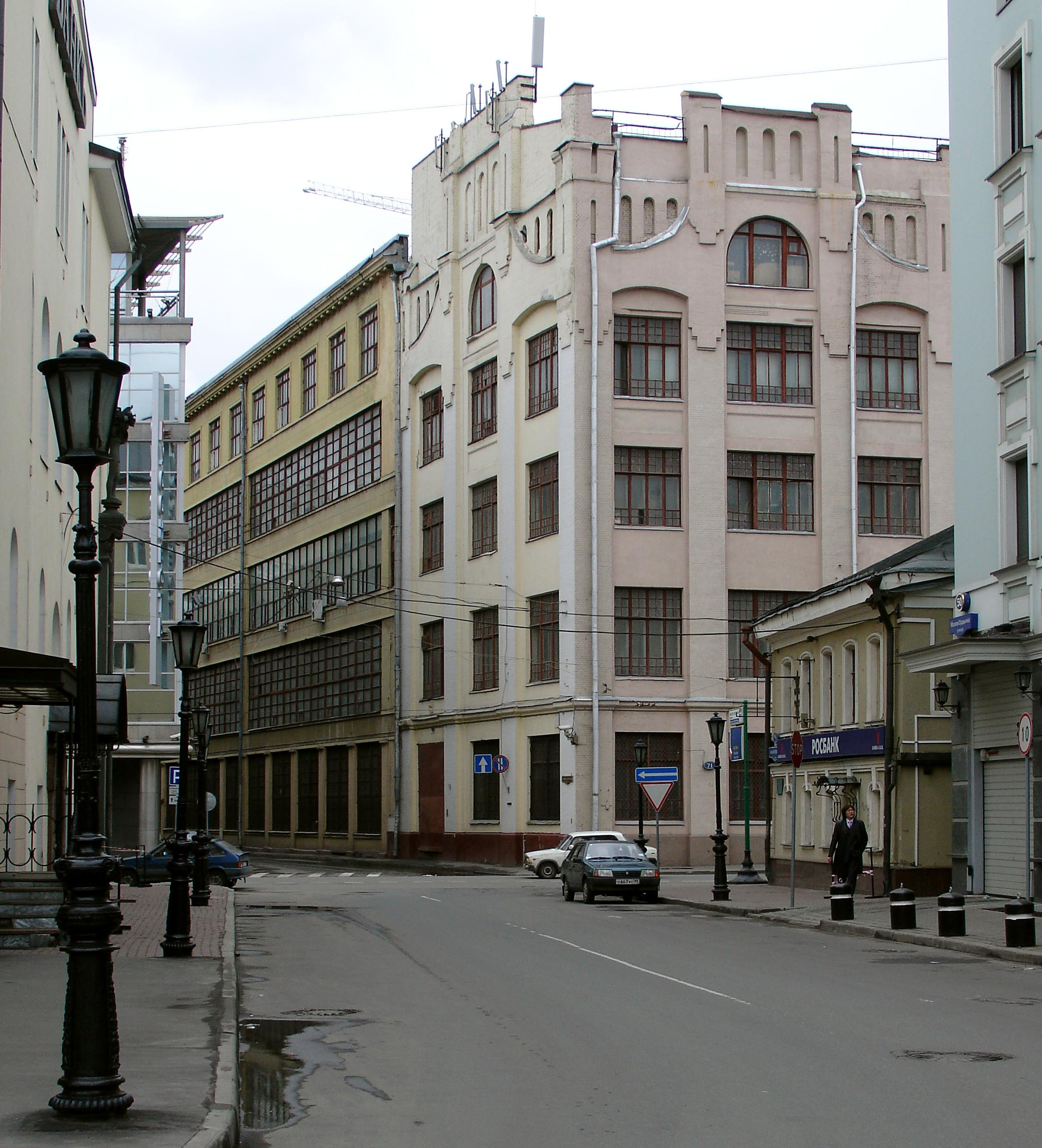
Пятницкая улица в Москве

У́лица (сокращённо — ул.) — дорога внутри населённого пункта (не во всех), один из основных элементов городской инфраструктуры, имеющая, как правило, индивидуальное название.
Городские постройки (дома) нумеруются и привязываются к той или иной улице. Поэтому существует чётная и нечётная сторона улицы. Названия улицы получают в честь известных людей, топонимов, событий или праздников. Прямоугольный участок населённого пункта, со всех четырёх сторон окружённый улицами, называется кварталом. Если одна сторона дома выходит на улицу, то другая, обращённая к внутренней стороне квартала, выходит во двор. По улицам осуществляется проезд городского транспорта. Переход улиц пешеходами подразумевает пешеходный переход, который отмечается зеброй и регулируется светофором. Продольная часть улицы, предназначенная для прохода пешеходов, называется тротуаром, он отделён от проезжей части бордюром. Для осуществления движения по улице в тёмное время суток существует уличное освещение. Помимо движения, на улицах может осуществляться и иная деятельность, например, уличная торговля или уличная проституция.

## Этимология
Слово улица в той или иной степени используется во всех славянских языках (ср. пол. Ulica; хорв. Ulica; болг. Улица). Происходит от праславянского ulа. Праславянское *ulа родственно словам, приводимым на у́лей (др.-греч. αὑλός «продолговатая полость, дудка», ἔναυλος «русло реки», αὑλών «овраг», вестфальск. ōl, аul «овраг, луг, впадина, канава», арм. uɫi «дорога, путешествие»). В германских языках для обозначения улиц используют производные латинского слова strata (ср. англ. Street; нидерл. Straat; нем. Straße), что в романских языках обозначает дорогу (ср. итал. Strada; порт. Estrada) или улицу (рум. Stradă).

## История
Первые улицы появляются вместе с первыми населёнными пунктами в эпоху неолита (Ярмукская культура). Самой известной улицей Иерусалима, по которой Иисус Христос шёл к месту своей казни, была Виа Долороза.
В 1807 году в Лондоне появилось уличное освещение на основе газовых фонарей. В 1832 году улицы Парижа стали покрывать асфальтом. В 1914 году в Кливленде появился первый светофор с красным и зелёным светом.

## Классификация улиц
Например, в Москве существует база данных с актуальной информацией о наименованиях объектов улично-дорожной сети и элементов планировочной структуры города — Общемосковский классификатор улиц, и к ним относятся аллеи, бульвары, переулки, площади, проезды, линии, просеки, проспекты, тупики, улицы, шоссе, набережные, кварталы и микрорайоны.
- Улица — классическая дорога с тротуаром или пешеходная дорога. (ср. Тверская улица в Москве).
- Аллея — озеленённая дорога (ср. Солнечная аллея в Берлине).
- Бульвар — озеленённая дорога с возможностью пеших прогулок и скамейками для отдыха (ср. Бульвар Сансет в Лос-Анджелесе).
- Линия — название дорог в некоторых городах России, Латвии, Финляндии и Украины (ср. линии Васильевского острова в Санкт-Петербурге).
- Взвоз, съезд[6], спуск[7], раскат[8], подъём[9] сравнительно короткие дороги, соединяющие низменные и возвышенные места в городах. Почти на всем протяжении такие улицы имеют наклонный профиль.
- Набережная — дорога, одна сторона которой выходит к водоему (ср. Набережная Дзаттере в Венеции).
- Тракт — тип дороги, как правило, выходит или исторически выходил за пределы городской черты (ср. Оренбургский тракт в Казани).
- Тупик — дорога, не имеющая сквозного проезда (ср. Горлов тупик в Москве).
- Шоссе — магистральная улица, выводящая за пределы населённого пункта (ср. Сухумское шоссе в Новороссийске).
- Переулок — небольшая дорога, соединяющая две улицы (ср. Леонтьевский переулок в Москве).
- Проспект — центральная магистральная дорога (ср. Невский проспект в Санкт-Петербурге).
- Проезд, разъезд — короткие непешеходные дороги (ср. Проезд Берёзовой Рощи в Москве).
- Мост — дорога через реку по мосту (ср. Президентский мост в Ульяновске).
- Авеню — зарубежное название ряда проспектов (ср. Мэдисон-авеню в Нью-Йорке).

## Рекомендация «Грамоты.ру»
Справочно-информационный портал «Грамота.ру» даёт следующие рекомендации по употреблению названий улиц, если речь не окрашена стилистически, в том числе в почтовых адресах. Слова улица, проспект, бульвар и т. п. принято ставить после согласованных определений: Садовая улица, Невский проспект, Цветной бульвар и так далее. Если же названия представляют собой несогласованные определения, то используется иной порядок слов: улица Пушкина, проспект Мира и тому подобное Эти рекомендации используются, например, на Яндекс Картах и в Викимапии.

## Интересные факты

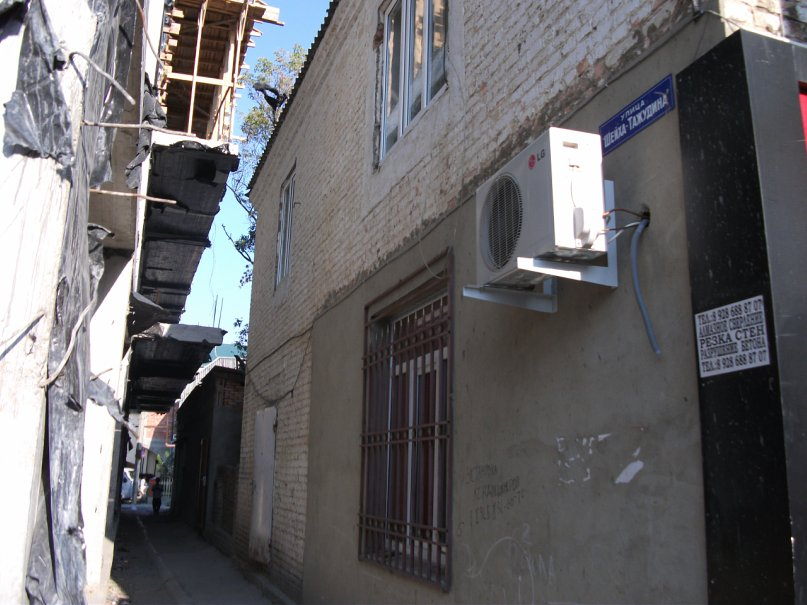
Самая узкая улица в России — улица Шейха Тажудина в Хасавюрте (в районе примыкания к улице Тотурбиева). 2010 год

- Самой длинной улицей в мире по недоразумению часто называют Янг-стрит в Торонто[11]. Также самой длинной улицей порой считается Панамериканское шоссе, длина которого достигает 30 000 километров.
- Самая короткая улица в мире — Эбенезер-плейс в Уике, Шотландия длиной в 2 метра[12].
- Самая широкая улица в мире — Монументальный Вал, находится в городе Бразилиа и имеет ширину 250 метров.
- Самая узкая улица в мире — Шпройерхофштрассе, находится в немецком городе Ройтлинген и имеет ширину в узком месте 31 см[13].
- Самая узкая улица в России — улица Шейха Тажудина в городе Хасавюрте. В районе примыкания к улице Тотурбиева улица Шейха Тажудина имеет ширину чуть более 1 метра[14]
- 14 сентября 2011 года в Сыктывкаре 10-сантиметровая щель дома № 17 по улице Куратова неофициально была объявлена Грибным переулком. В реальности улицы не существует[15].
- Среди самых коротких улиц в России — московская улица Венецианова длиной 48 метров, а также улица Сибстройпути в Новосибирске: на ней всего 3 дома, а её длина не превышает 40 метров[16].
- Сокращение «пр.» в Москве и большинстве других российских городов означает «проезд», а в Санкт-Петербурге, Карелии, Мурманской области, Казани и Новосибирске — проспект.
- В Чикаго есть несквозные на своём протяжении улицы, которые прерываются акваторией озера Мичиган и вновь продолжаются в перспективе.[источник не указан 4561 день]
- В Сан-Франциско есть улицы, которые пересекают сами себя, а также улица Ломбард-стрит с змееподобной извилистой проезжей частью.
- В ряде городов разных стран мира есть городские и единые пригородно-городские улицы (часто именуются как дороги) длиной в несколько десятков километров с нумерацией домов на них, достигающей многих тысяч (например, 11,8 тысяч на Avenida Rivadavia в Буэнос-Айресе).
- В Магнитогорске имеется улица Зеленцова протяжённостью около 7 километров, на которой до начала XXI века (приблизительно 70 лет) официально не было расположено ни одного здания — с одной стороны улицы находится набережная реки Урал, с другой стороны — огороженная забором промышленная зона Магнитогорского металлургического комбината с несколькими проходными. Только в 2000-х годах на узкой полоске суши между улицей и рекой были построены АЗС и здание автосервиса, получившие номера домов 20 и 14 соответственно.
- В июле 2003 года в Ашхабаде заменены порядковыми номерами названия всех улиц, кроме девяти основных магистралей, часть которых названа в честь Туркменбаши, его отца и матери. Центральная Дворцовая площадь обозначена числом 2000, которое должно символизировать начало XXI века. Остальные улицы получили бо́льшие или меньшие четырёхзначные численные названия.
- По данным Яндекс Карт, в России имеется около 560 тысяч улиц суммарной длиной около 395 тысяч километров. Двигаясь круглосуточно со скоростью пешехода (5 км/ч), их всех можно было бы обойти за 9 лет[17].

## Улицы в искусстве
- Слово «улица» (греч. πλατεία; англ. street) упомянуто в тексте Нового Завета (Отк. 11:8)
- Выйду на улицу (русская народная песня)
- Убийство на улице Морг (The Murders in the Rue Morgue) (1841) — американский рассказ Эдгара По.
- Трое с одной улицы (1936) — советский фильм.
- Весна на Заречной улице (1956) — советский фильм.
- Убийство на улице Данте (1956) — советский фильм.
- Улица Сезам (Sesame Street) (1969) — детская телепередача.
- Кошмар на улице Вязов (A Nightmare On Elm Street) (1984) — американский фильм ужасов.
- Улицы разбитых фонарей (1998) — российский телесериал.
- Улица (2017) — российский телесериал.